# Parafia Świętych Kosmy i Damiana w Rybołach
Parafia Świętych Kosmy i Damiana – parafia prawosławna w Rybołach, w dekanacie Bielsk Podlaski diecezji warszawsko-bielskiej.
Na terenie parafii funkcjonują 3 cerkwie i 2 kaplice:
- cerkiew Świętych Kosmy i Damiana w Rybołach – parafialna
- cerkiew św. Jerzego w Rybołach – cmentarna
- cerkiew św. Jana Teologa w Pawłach – cmentarna
- kaplica Świętych Cyryla i Metodego w Kaniukach – filialna
- kaplica św. Michała Archanioła w Wojszkach – filialna

## Wykaz proboszczów
- 1753 – ks. Stefan Hrymaniewski
- 1824 – ks. Lew Markiewicz
- 1926 – ks. Joakim Leszczeński
- 1954–1960 – ks. Włodzimierz Doroszkiewicz
- 1961–1987 – ks. Andrzej Filimoniuk
- 1987–2016[1] – ks. Grzegorz Sosna
- od 2016 – ks. Bazyli Tokajuk

## Miejscowości stanowiące parafię
Do parafii należy 8 wsi: Ryboły, Kaniuki, Pawły, Wojszki, Rzepniki, Miniewicze, Laszki i Krynickie.

## Galeria

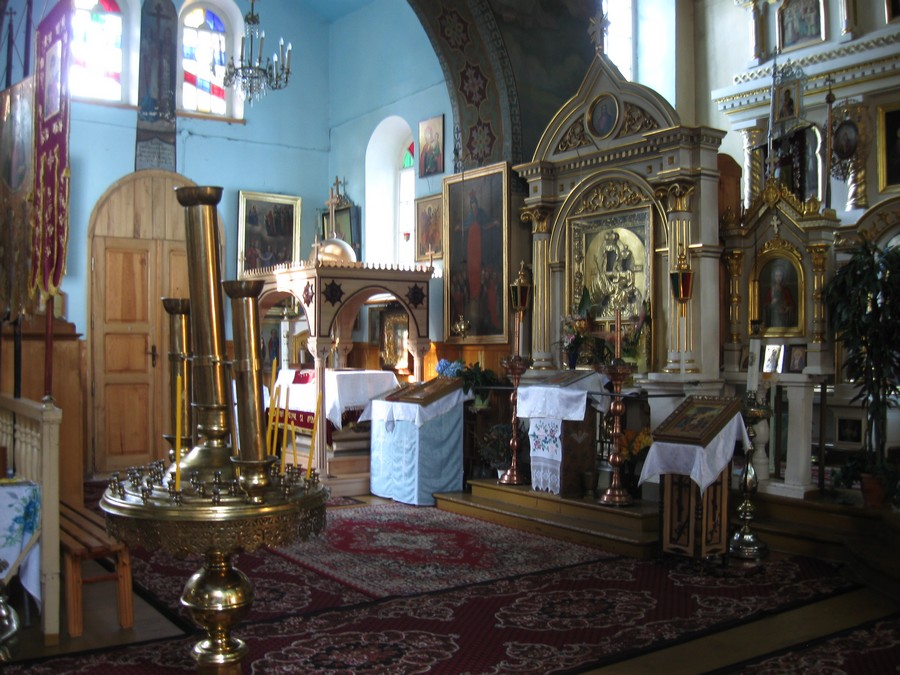
Wnętrze cerkwi parafialnej z Rybołowską Ikoną Matki Bożej
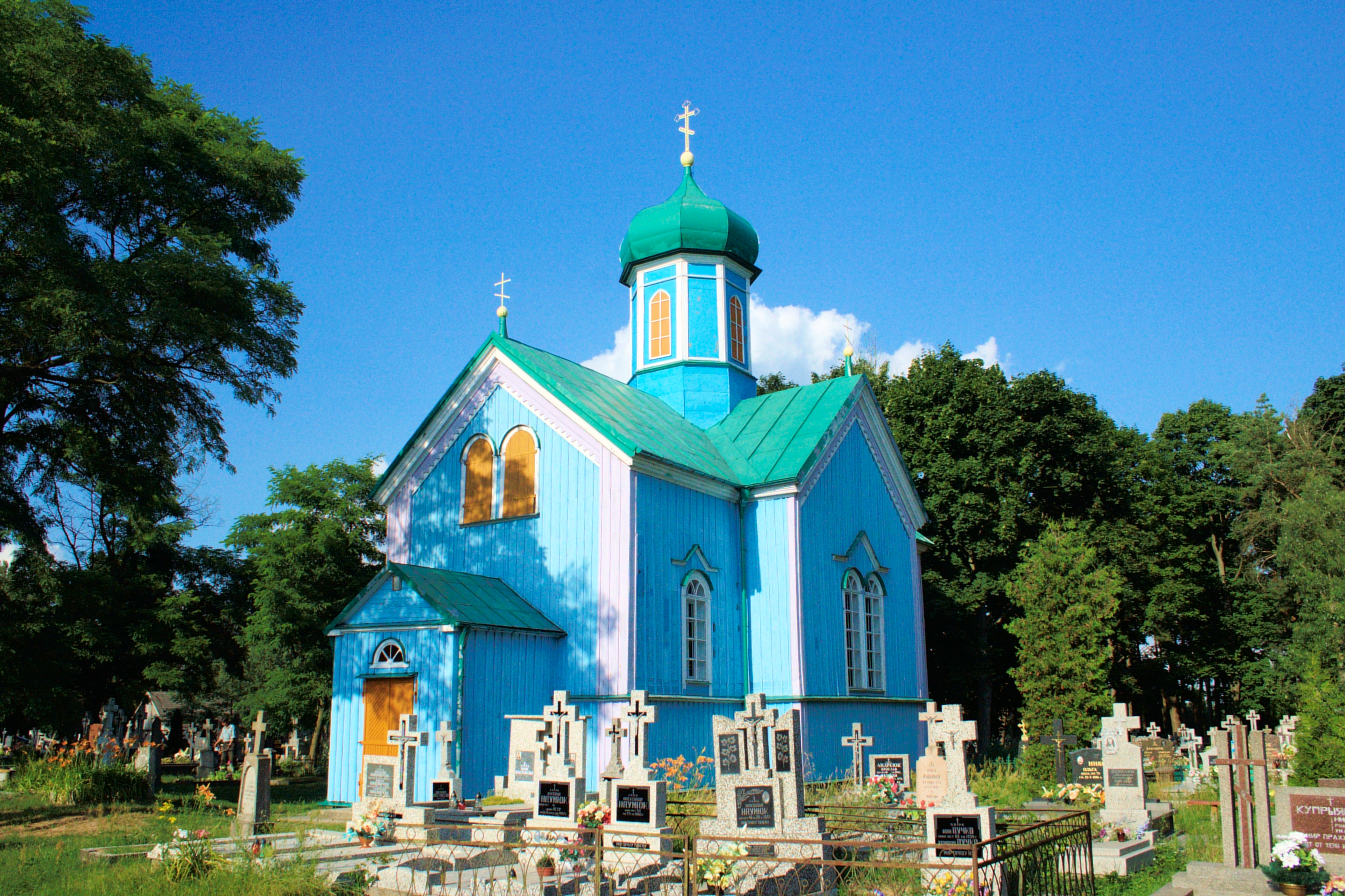
Cerkiew cmentarna św. Jerzego w Rybołach
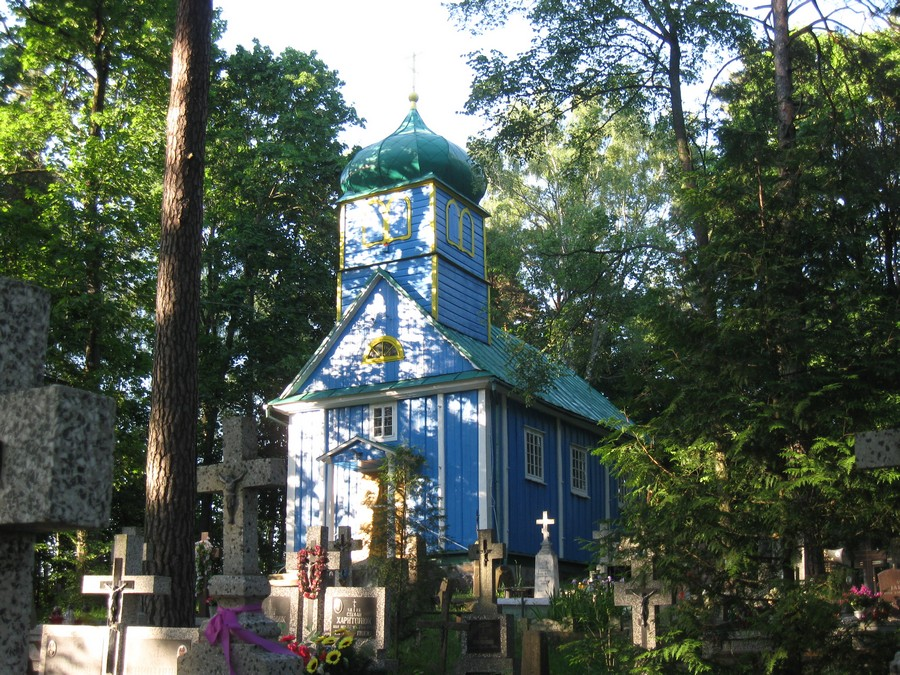
Cerkiew cmentarna św. Jana Teologa w Pawłach
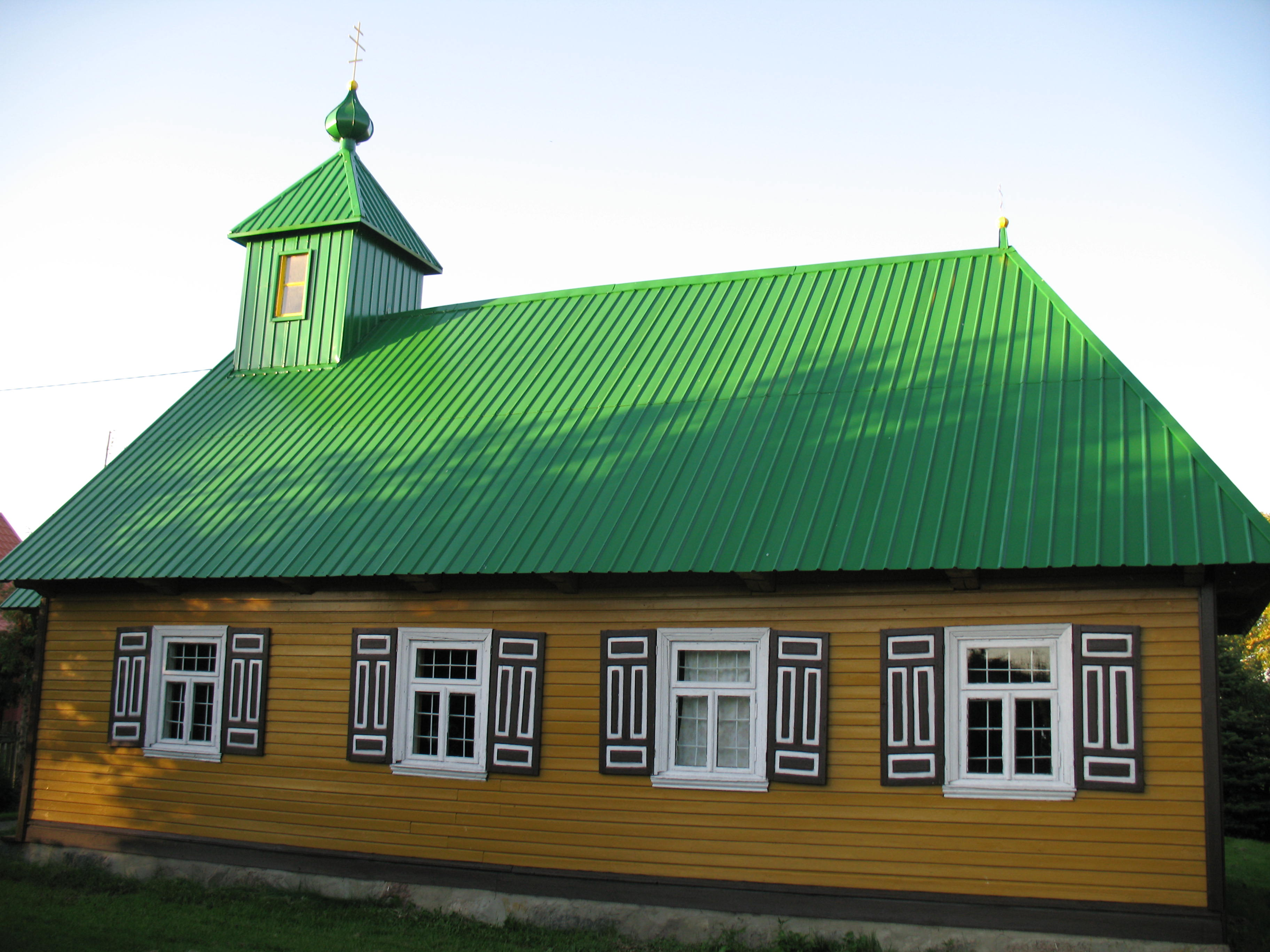
Kaplica Świętych Cyryla i Metodego w Kaniukach
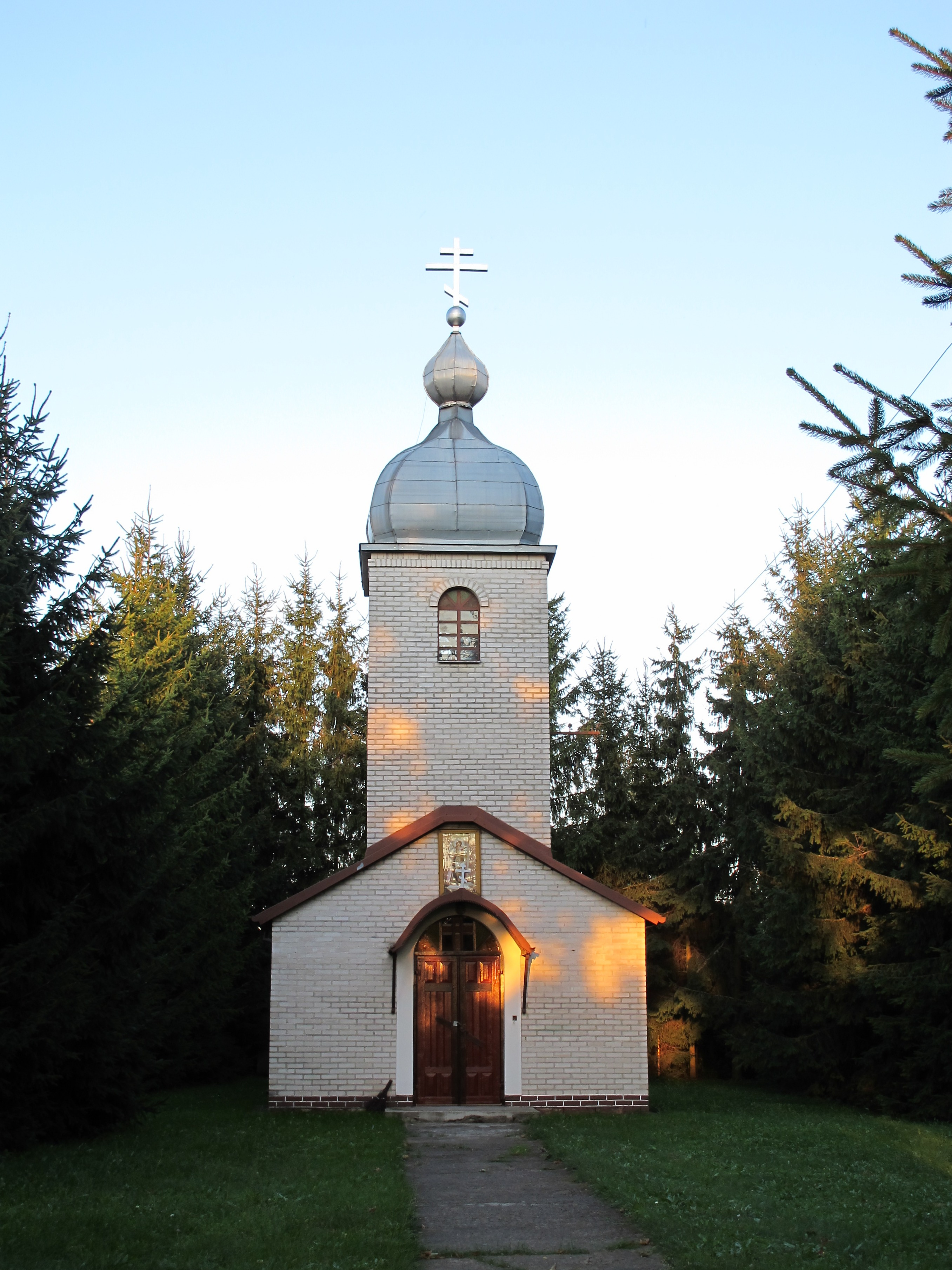
Kaplica św. Michała Archanioła w Wojszkach
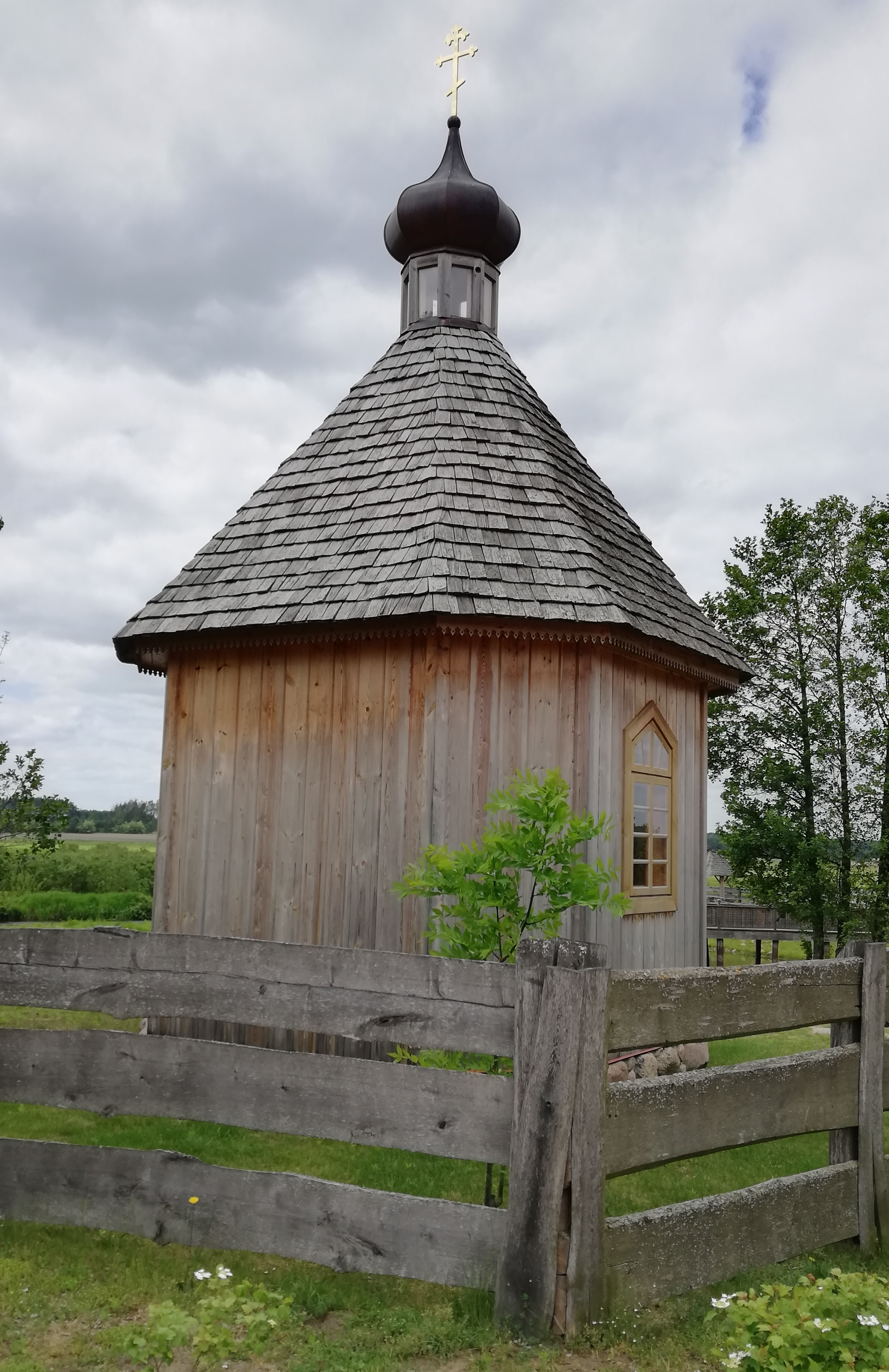
Kapliczka w Kaniukach